# Джаланґі
Джаланґі (бенг. জলজ্ঞী নদী, англ. Jalangi) — рукав Гангу в округах Муршідабад і Надіа індійського штату Західний Бенгал. Джаланґі зливається з річкою Бхаґіратхі (або Бхаґіратхі-Хуґлі), формуючи рукав Хуґлі, нижню частину Бхаґіратхі-Хуґлі. На берегах річки розташовані міста Крішнанаґар (відомий крішнагарськими глиняними куклами), Техатта, Маяпур.